# Helsinki főpályaudvar
Helsinki főpályaudvar (Finn nyelven: Helsingin päärautatieasema, Svéd nyelven: Helsingfors centralstation) (IATA: HEC) egy vasúti fejpályaudvar Finnország fővárosában, Helsinkiben. 1862-ben nyitották meg, eredetileg csupán 8 vágánnyal. Mára 19 vágányos állomássá vált, ahol naponta 200 ezer utas fordul meg itt, ezzel a főváros leglátogatottabb épülete. A felszín alatt jár a Helsinki metró, előtte villamos- és autóbusz megállók találhatóak.
A BBC 2013-ban beválasztotta a világ tíz legszebb vasútállomásai közé.

## Vasútvonalak
Az állomást az alábbi vasútvonalak érintik:
- Helsinki–Riihimäki-vasútvonal
- Helsinki–Turku-vasútvonal

## Kapcsolódó állomások
A vasútállomáshoz az alábbi állomások vannak a legközelebb:

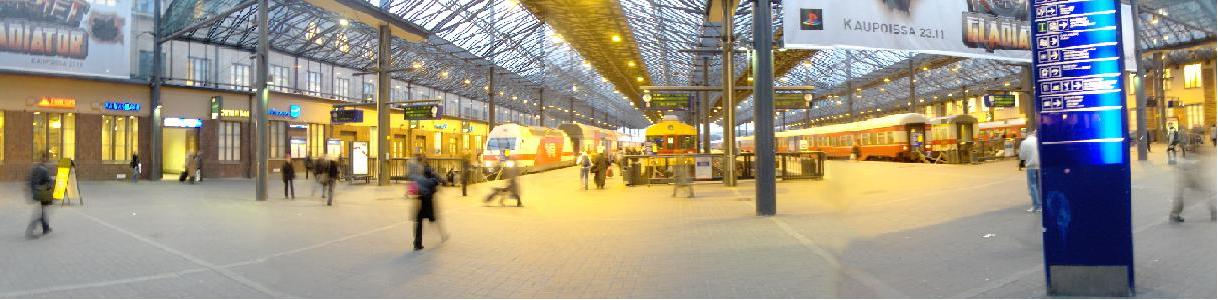
Helsinki főpályaudvar

- Pasila vasútállomás (Riihimäki vasútállomás, Turku pályaudvar, Helsinki–Riihimäki-vasútvonal, Helsinki–Turku-vasútvonal, észak, T Helsinki - Riihimäki)
- Pasila vasútállomás (Siuntio vasútállomás, Y Helsinki - Siuntio, X Helsinki - Siuntio)
- Pasila vasútállomás (Kirkkonummi vasútállomás, U Helsinki - Kirkkonummi, L Helsinki - Kirkkonummi)
- Pasila vasútállomás (Kauklahti vasútállomás, E Helsinki - Kauklahti)
- Pasila vasútállomás (Leppävaara vasútállomás, A Helsinki - Leppävaara)
- Pasila vasútállomás (Helsinki Central, I Helsinki < Lentoasema < Helsinki, P Helsinki - Lentoasema- Helsinki, Lentoasema vasútállomás)
- Pasila vasútállomás (Nokia vasútállomás, R Helsinki-Tampere)
- Pasila vasútállomás (Kouvola vasútállomás, Z Helsinki - Lahti)
- Pasila vasútállomás (Kerava vasútállomás, K Helsinki - Kerava)
- Pasila vasútállomás (Hämeenlinna vasútállomás, D Helsinki - Hämeenlinna)

## Képgaléria

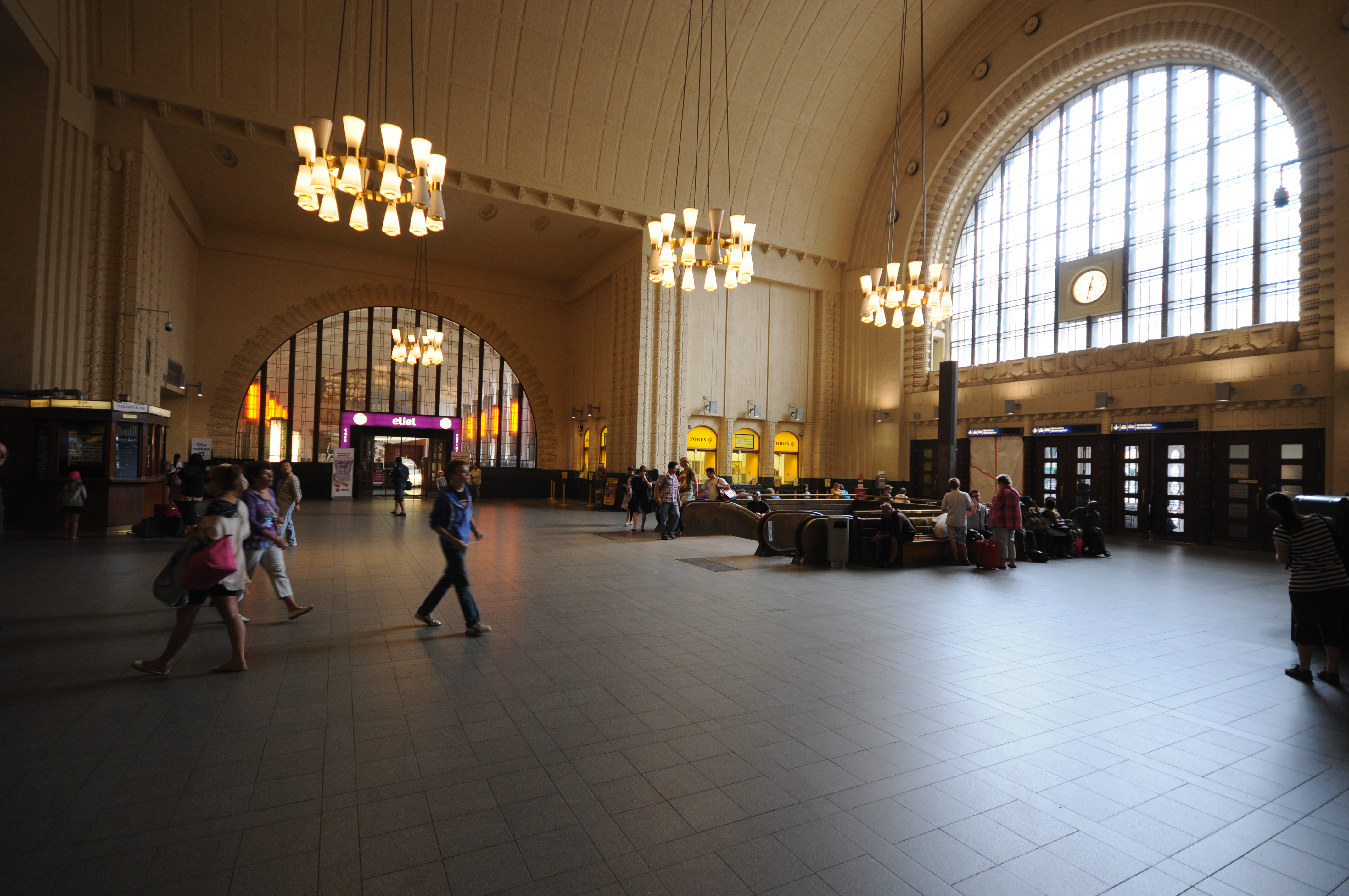
Váróterem
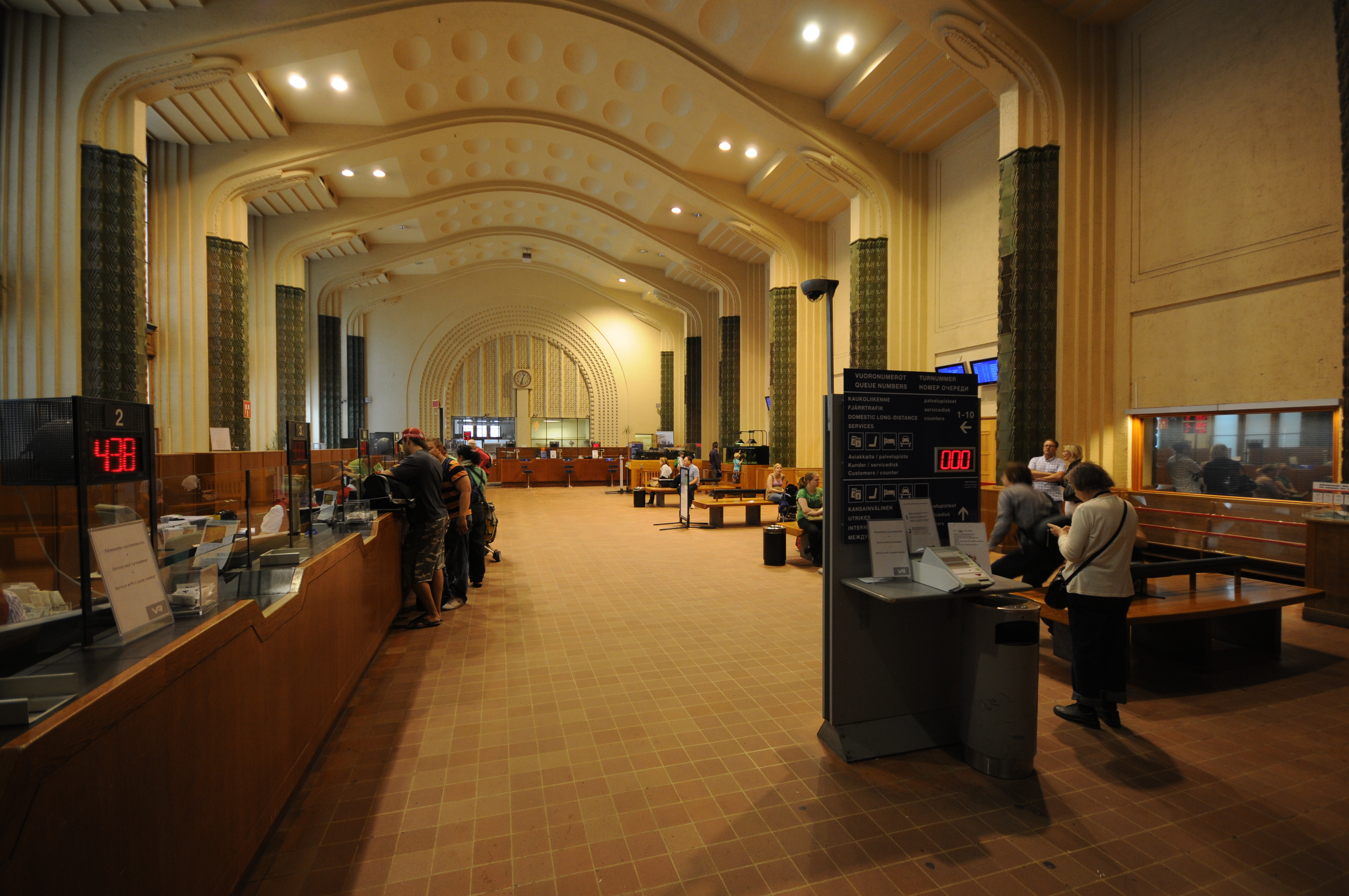
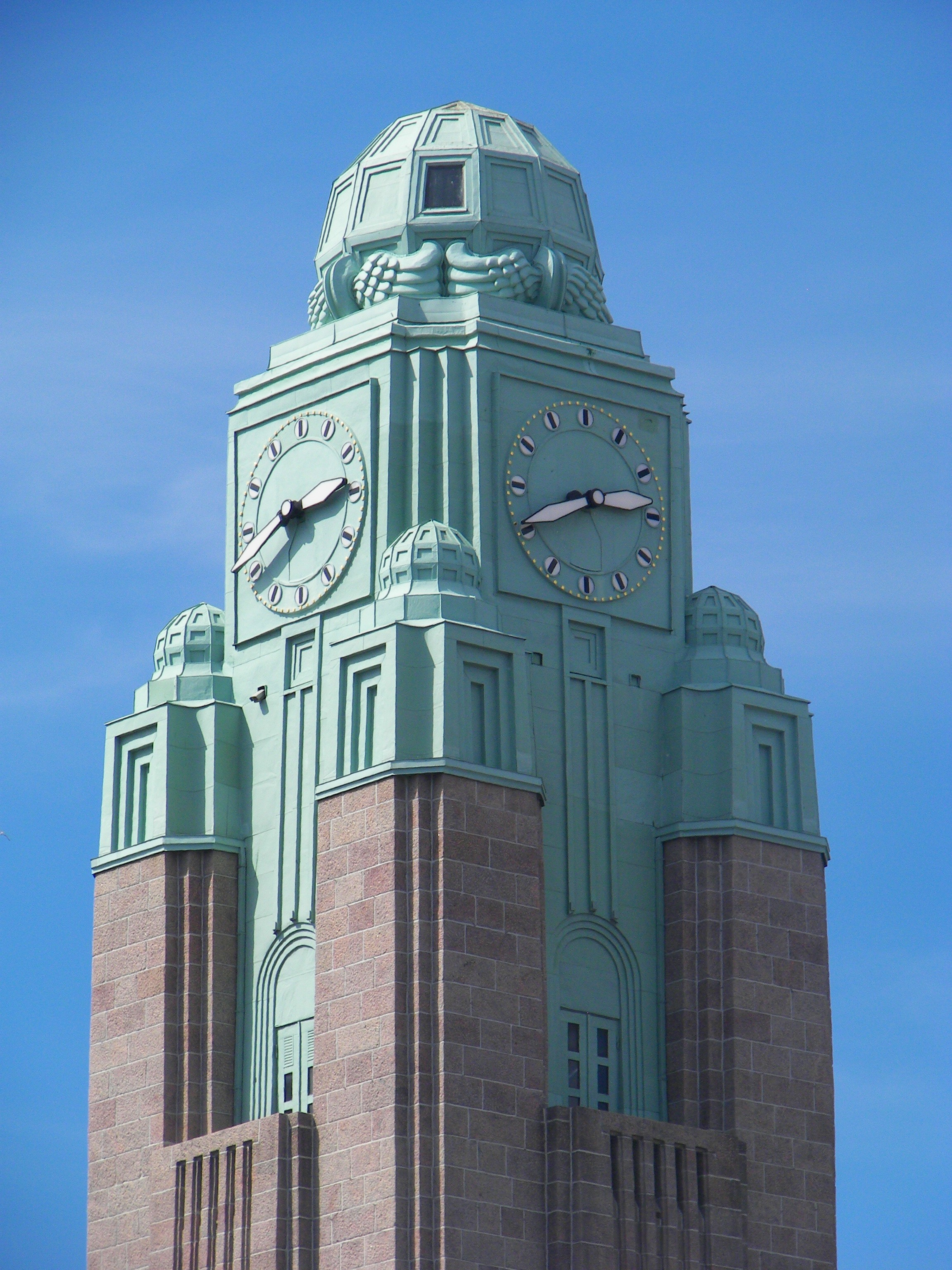
Az óratorony
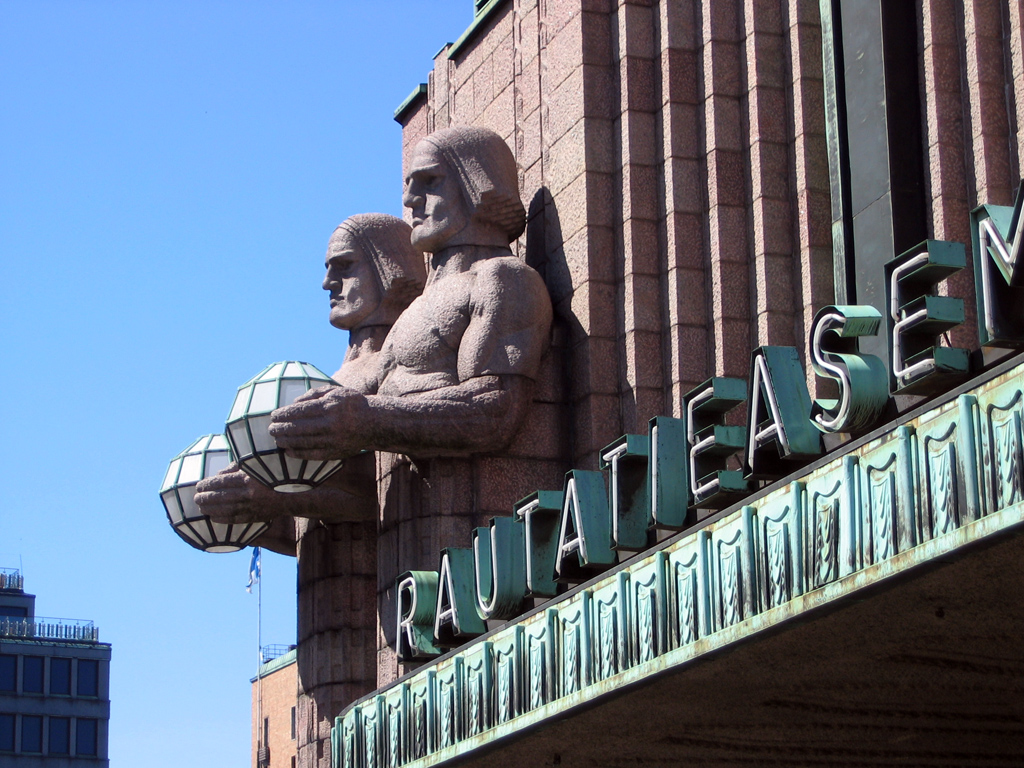
Szobrok a főbejárat felett